# Mark Merklein
| Estadísticas de Mark Merklein | Estadísticas de Mark Merklein |
| ----------------------------- | ----------------------------- |
| Origen:                       | Freeport, Bahamas             |
| Fecha de nacimiento:          | 28 de junio de 1972, 52 años  |
| Altura:                       | 1.87 m                        |
| Peso:                         | 81 kg                         |
| Juego:                        | Diestro                       |
| Profesional desde:            | 1994                          |
| Retiro:                       | 2004                          |
| Mejor Ranking ATP en Dobles:  | 37º                           |

Mark Merklein es un exjugador profesional de tenis nacido el 28 de junio de 1972 en Freeport, Bahamas. Su mejor posición en singles fue N.º 160 del mundo, mientras que en dobles alcanzó el N.º 37 del ranking mundial.

## Títulos (4)

### Dobles (4)
| Leyenda                |
| Grand Slam (0)         |
| Tennis Masters Cup (0) |
| ATP Masters Series (0) |
| ATP Tour (4)           |

| N.º | Fecha                   | Torneo          | Superficie    | Pareja          | Oponentes en la final             | Resultado         |
| --- | ----------------------- | --------------- | ------------- | --------------- | --------------------------------- | ----------------- |
| 1.  | 21 de abril de 1997     | Orlando         | Tierra batida | Vincent Spadea  | Alex O'Brien Jeff Salzenstein     | 6-4 4-6 6-4       |
| 2.  | 9 de septiembre de 2002 | Costa do Sauipe | Dura          | Scott Humphries | Gustavo Kuerten André Sá          | 6-3 7-6(1)        |
| 3.  | 3 de marzo de 2003      | Scottsdale      | Dura          | James Blake     | Lleyton Hewitt Mark Philippoussis | 6-4 6-7(2) 7-6(5) |
| 4.  | 26 de abril de 2004     | Múnich          | Tierra batida | James Blake     | Julian Knowle Nenad Zimonjić      | 6-2 6-4           |